# Divisor de corriente
Un divisor de corriente es una configuración presente en circuitos eléctricos que puede fragmentar la corriente eléctrica de una fuente entre diferentes resistencias o impedancias conectadas en paralelo. El divisor de corriente satisface la ley de corriente de Kirchhoff (LCK).

## Divisor de corriente resistivo

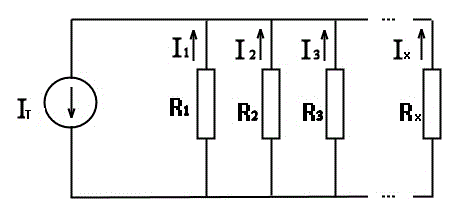
Figura 1: Divisor de corriente resistivo. RT_{.} es la resistencia equivalente del circuito a la izquierda de la resistencia R_{X}.

Una fórmula general para la corriente IX que atraviesa una resistencia RX que está en paralelo con otras resistencias de resistencia equivalente RT, según la Figura 1 es:
{\displaystyle I_{X}=I_{T}{\frac {Req}{R_{X}}}}

Lo cual nace en vista de que todas estas resistencias están en paralelo, donde IT es la corriente total entregada por la fuente de corriente y Req la resistencia equivalente de todo el conjunto (RX // RT.). 
Obsérvese que si RT representa una combinación en paralelo de varias resistencias Ri (i=1, 2, ...); la resistencia equivalente de estas últimas se expresa como: 
{\displaystyle {\frac {1}{R_{T}}}={\frac {1}{R_{1}}}+{\frac {1}{R_{2}}}+{\frac {1}{R_{3}}}+...\ .}

## Caso general

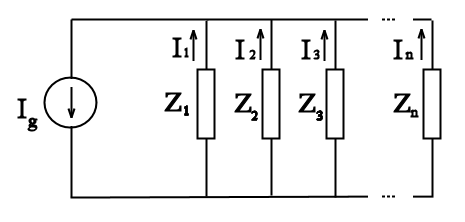
Figura 2: Divisor de corriente hecho con impedancias.

Aunque es común el divisor resistivo, este también puede ser elaborado con impedancias que dependen de la frecuencia de la señal alimentada a la red divisora como se muestra en la Figura 2. En el caso general, la corriente Ina través de una impedancia Zn se expresa como:
{\displaystyle I_{n}=I_{g}{\frac {Z_{T}}{Z_{n}+Z_{T}}}}
La corriente que circula por cada impedancia es el producto de la corriente proporcionada por el generador por todas las demás impedancias (es decir, todas menos por la que pasa la corriente que queremos calcular) dividido entre la suma de todas las posibles combinaciones de productos de impedancias en grupos de n-1 en n-1:
{\displaystyle I_{x}=I_{g}{\frac {Z_{1}Z_{2}Z_{3}...Z_{x-1}Z_{x+1}...Z_{n}}{Z_{1}Z_{2}Z_{3}...Z_{n-1}+Z_{1}Z_{2}Z_{3}...Z_{n-2}Z_{n}+...}}}
Que también se puede escribir como:
{\displaystyle I_{x}=I_{g}{\frac {\prod _{m=1}^{n}Z_{m}}{Z_{x}\sum _{i=1}^{n}{\frac {\prod _{j=1}^{n}Z_{j}}{Z_{i}}}}}}

## Uso de admitancias
Las ecuaciones se simplifican bastante si trabajamos con admitancias en lugar de impedancias, sabiendo que :
{\displaystyle Y_{x}={\frac {1}{Z_{x}}}}
quedando la expresión de la siguiente forma:
{\displaystyle I_{x}=I_{g}{\frac {Y_{x}}{\sum _{i=1}^{n}Y_{i}}}}

### Solicitud
Los divisores de corriente se utilizan especialmente para medir corrientes elevadas; en este caso se denominan shunts, formando el dispositivo de medición uno de los caminos de corriente. Sin embargo, en esencia mide la caída de tensión en el camino principal, ya que por él sólo circula una corriente parcial muy pequeña. Los multímetros contienen divisores de corriente conmutables para medir la corriente en diferentes áreas.
Algunos de ellos se enumeran a continuación:
- Limitación y protección actual.
- Tecnología de sensores y medición.
- Distribución de señal
- Circuitos del puente de Wheatstone
- Tensión de polarización en circuitos de transistores.